# 劉其年
劉其年（1818年—1870年），字芝泉，直隸獻縣（今屬河北省滄州市）人。清朝翰林、政治人物。

## 生平
劉其年自幼喪父，孝順生母。年齡稍長，隨兄書年讀書。道光十七年（1837年）中舉人，道光二十七年（1847年）成丁未科二甲第七名進士。選庶吉士，散館授翰林院編修。不久遷任御史。同治元年（1862年），欽差大臣勝保因擁兵養寇，居功自傲而被諫官聯名上疏彈劾，唯有山東道御史吳台壽為其申辯。劉其年即上疏抗辯，疏中列舉勝保諸項罪狀，同時一并彈劾吳台壽結黨營私，且指出台壽之疏有八項悖謬之處。疏上不及十日，朝廷下令將勝保下獄論罪。同治二年（1863年）四月，吳台壽被罷免，七月，勝保被賜自盡。從此劉其年直聲鵲起，而對其不滿者也甚多。不久，被外放四川任知府。同治九年（1870年），改雅州府，卒於赴任途中。身後幾乎無錢收殮，由四川總督吳棠出資治喪。

## 家族
兄書年亦為翰林。